# كينو سييرا
كينو سييرا (بالإسبانية: Joaquín Sierra)‏ هو لاعب كرة قدم إسباني في مركز الهجوم، ولد في 7 سبتمبر 1945 في إشبيلية في إسبانيا. لعب مع ريال بيتيس.

## وصلات خارجية
- كينو سييرا على موقع الاتحاد الأوربي (الإنجليزية)
- كينو سييرا على موقع قاعدة بيانات كرة القدم.إي يو (الإنجليزية)
- كينو سييرا على موقع ناشيونال فوتبول تيمز (الإنجليزية)
- كينو سييرا على موقع Soccerway.com (الإنجليزية)